# Fred O'Donnell
Pour les articles homonymes, voir O'Donnell.
Fred O'Donnell (né le 6 décembre 1949 à Kingston en Ontario) est un joueur de hockey sur glace professionnel qui joua dans la Ligue nationale de hockey au poste d'ailier gauche pour les Bruins de Boston et dans l'association mondiale de hockey pour les Whalers de la Nouvelle-Angleterre.
Il fut repêché par les North Stars du Minnesota au 4e tour du repêchage amateur de la LNH 1969, 37e au total, des Generals d'Oshawa. Il ne porta cependant jamais les couleurs des North Stars.